# Tipitapa
Tipitapa, ufficialmente San José de Tipitapa (San Giuseppe di Tipitapa), è un comune del Nicaragua facente parte del dipartimento di Managua.